# Svrljig
Svrljig (cyr. Сврљиг) – miasto w Serbii, w okręgu niszawskim, siedziba gminy Svrljig. Leży nad rzeką Svrljiški Timok, 30 km na wschód od Niszu. W 2011 roku liczyło 7553 mieszkańców.